# Zoe Lofgren
Susan Ellen (Zoe) Lofgren  (San Mateo (Californië), 21 december 1947) is een Amerikaans juriste en politica van de Democratische Partij. Sinds 3 januari 1995 is ze lid van het Huis van Afgevaardigden, tot 2013 namens het 16e en tegenwoordig namens het 19e congresdistrict van Californië.
- International Standard Name Identifier: 0000 0000 5411 0820
- Library of Congress Control Number: no2004003055
- SNAC: w6s76xj0
- Biographical Directory of the United States Congress: L000397
- Virtual International Authority File: 7093330
- WorldCat: E39PBJy4ct8vgDtQQb4tbMdYT3